# Kalliojärvi (sjö i Puolango, Kajanaland)
Kalliojärvi är en sjö i kommunen Puolango i landskapet Kajanaland i Finland. Sjön ligger 216,7 meter över havet. Den är 6,36 meter djup. Arean är 52 hektar och strandlinjen är 4,1 kilometer lång. Sjön  ingår i Uleälvens huvudavrinningsområde.   Den ligger omkring 44 kilometer norr om Kajana och omkring 520 kilometer norr om Helsingfors. 
Väster om Kalliojärvi ligger Iso Tulijärvi. 